# Nguyễn Đức Lợi
Nguyễn Đức Lợi (sinh năm 1960, quê quán ở huyện Triệu Phong, tỉnh Quảng Trị) là một chính trị gia người Việt Nam. Ông hiện là Ủy viên Đảng đoàn Hội Nhà báo Việt Nam, Phó Chủ tịch Thường trực Hội Nhà báo Việt Nam, nhiệm kỳ 2020–2025.
Ông là nguyên ủy viên Ban Chấp hành Trung ương Đảng Cộng sản Việt Nam khóa XII nhiệm kì 2016–2021, nguyên Tổng Giám đốc Thông tấn xã Việt Nam (2011–2021).

## Xuất thân
Ông sinh năm 1960, tại huyện Triệu Phong, tỉnh Quảng Trị.

## Giáo dục
Ông tốt nghiệp Đại học tổng hợp Havana, Cuba – chuyên ngành Văn học Tây Ban Nha.

## Sự nghiệp
Ông từng đảm nhận các chức vụ: Trưởng phân xã Thông tấn xã Việt Nam tại Argentina; Trưởng phòng tin Tham khảo (Ban tin Thế giới); Phó trưởng Ban tin Thế giới, Phóng viên chuyên trách đưa tin về hoạt động của Tổng Bí thư Đảng Cộng sản Việt Nam; Phó Tổng Giám đốc Thông tấn xã Việt Nam.
Ngày 1 tháng 10 năm 2011, Thủ tướng Chính phủ Nguyễn Tấn Dũng ký Quyết định số 1573/QĐ-TTg, bổ nhiệm có thời hạn đồng chí Nguyễn Đức Lợi, Bí thư Đảng ủy, Phó Tổng Giám đốc giữ chức Tổng Giám đốc TTXVN kể từ ngày 1/10/2011.
Ngày 26 tháng 1 năm 2016, tại Đại hội đại biểu toàn quốc lần thứ 12 của Đảng Cộng sản Việt Nam, ông được bầu làm ủy viên Ban Chấp hành Trung ương Đảng Cộng sản Việt Nam khóa 12 nhiệm kì 2016–2021.
Ngày 17 tháng 4 năm 2017, Thủ tướng Chính phủ Nguyễn Xuân Phúc ký Quyết định số 518/QĐ-TTg, Thủ tướng bổ nhiệm lại ông Nguyễn Đức Lợi, giữ chức vụ Tổng Giám đốc Thông tấn xã Việt Nam.  
Ngày 1 tháng 6 năm 2021, Thủ tướng Chính phủ Phạm Minh Chính ký Quyết định số 857/QĐ-TTg, Thủ tướng Chính phủ quyết định ông Nguyễn Đức Lợi, Ủy viên Trung ương Đảng khóa XII, thôi giữ chức vụ Tổng Giám đốc Thông tấn xã Việt Nam.
Ngày 31 tháng 12 năm 2021, tại phiên chính thức Đại hội Đại biểu toàn quốc Hội Nhà báo Việt Nam đã công bố kết quả bầu Ban Chấp hành, Ban Kiểm tra và các chức danh Lãnh đạo Hội khóa XI. Ông Nguyễn Đức Lợi, nguyên Tổng Giám đốc TTXVN và ông Trần Trọng Dũng, Chủ tịch Hội Nhà báo Tp. Hồ Chí Minh được bầu làm Phó Chủ tịch Hội Nhà báo Việt Nam khóa XI.